# Phagocata albissima
Phagocata albissima är en plattmaskart som först beskrevs av Vejdkovsky 1883.  Phagocata albissima ingår i släktet Phagocata och familjen Planariidae. Inga underarter finns listade i Catalogue of Life.